# Le Chat chapeauté
Pour les articles homonymes, voir Le Chat chapeauté (homonymie).
Le Chat chapeauté (titre original : The Cat in the Hat) est un livre pour enfant du Dr. Seuss paru en 1957. Il a fait l'objet d'une adaptation cinématographique réalisée par Bo Welch en 2003.

## Résumé

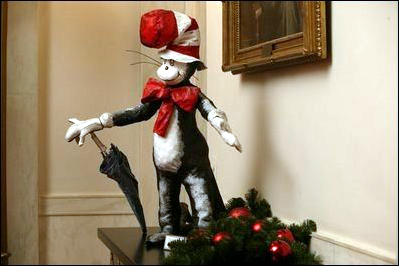
Statuette du Chat chapeauté utilisée comme décoration de Noël en 2003 à la Maison-Blanche.

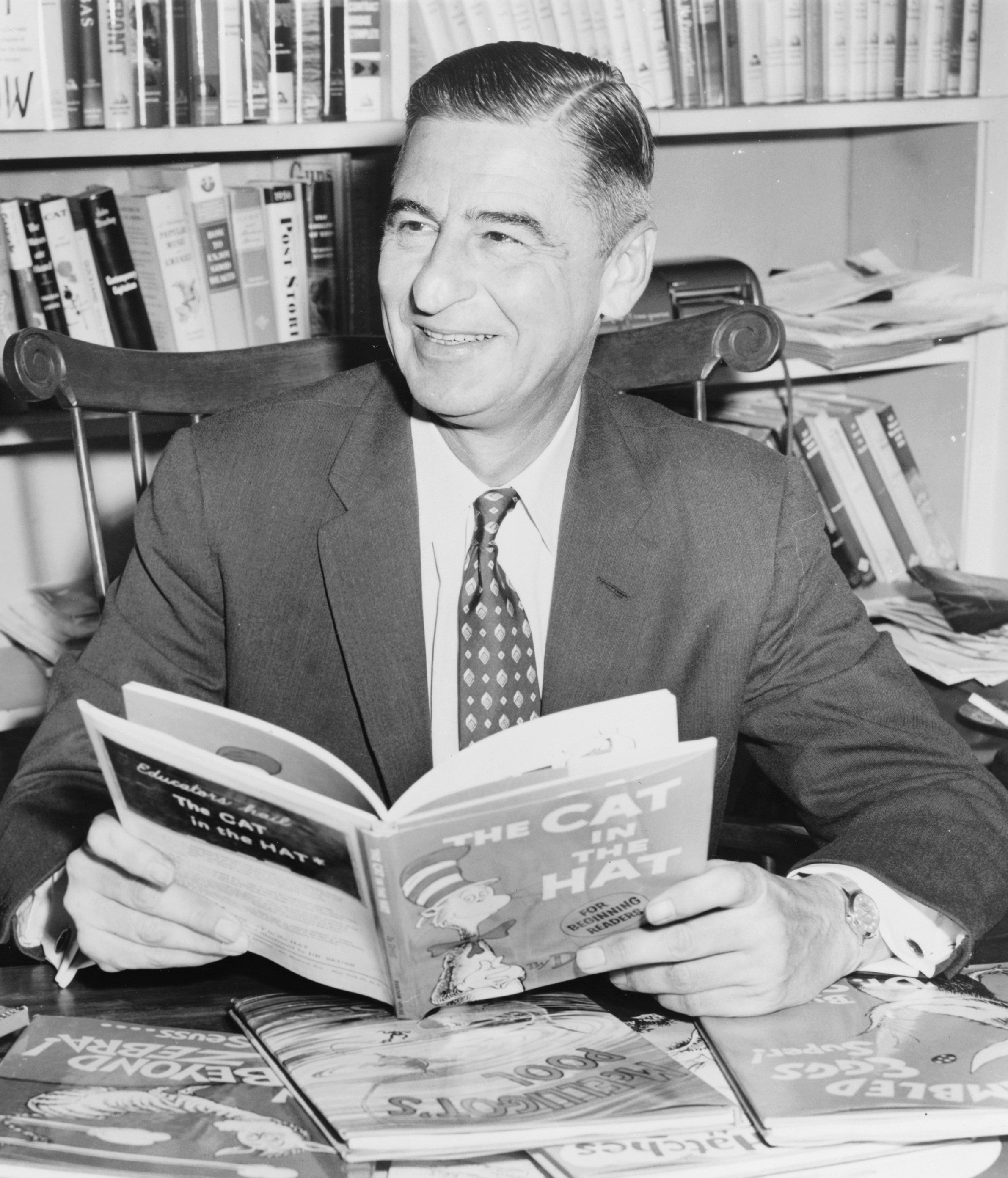
Ted Seuss Geisel, plus connu sous le nom de Dr. Seuss, lit à son bureau un exemplaire de son histoire Le Chat chapeauté, illustrée par lui-même en 1957.

Par une journée froide et pluvieuse, deux enfants s'ennuient à la maison. Alors que leur mère s'est absentée, arrive un chat chapeauté leur proposant des jeux aussi stupides que destructeurs. Avec ses deux compagnons, Bidule Un et Bidule Deux (Thing One & Thing Two), il met la maison sens dessus dessous. Sur les conseils du poisson rouge (garant de la morale), les enfants chassent de la maison les trois personnages. Le chat revient alors s'excuser et range le désordre à l'aide d'une étrange machine, juste avant que leur mère ne rentre à la maison. Elle leur demande alors si tout s'est bien passé. 
En guise de conclusion, l'auteur s'adresse aux lecteurs et leur demande : « À leur place, que répondrais-tu à ta maman ? »

## Postérité
- Dans le film La Famille Addams, le personnage de Morticia lit cette histoire à son bébé.
- Une attraction sur le thème du livre a été créée en 1999, sous forme de parcours scénique, au parc Universal's Islands of Adventure en Floride.